# Kloster Moyne

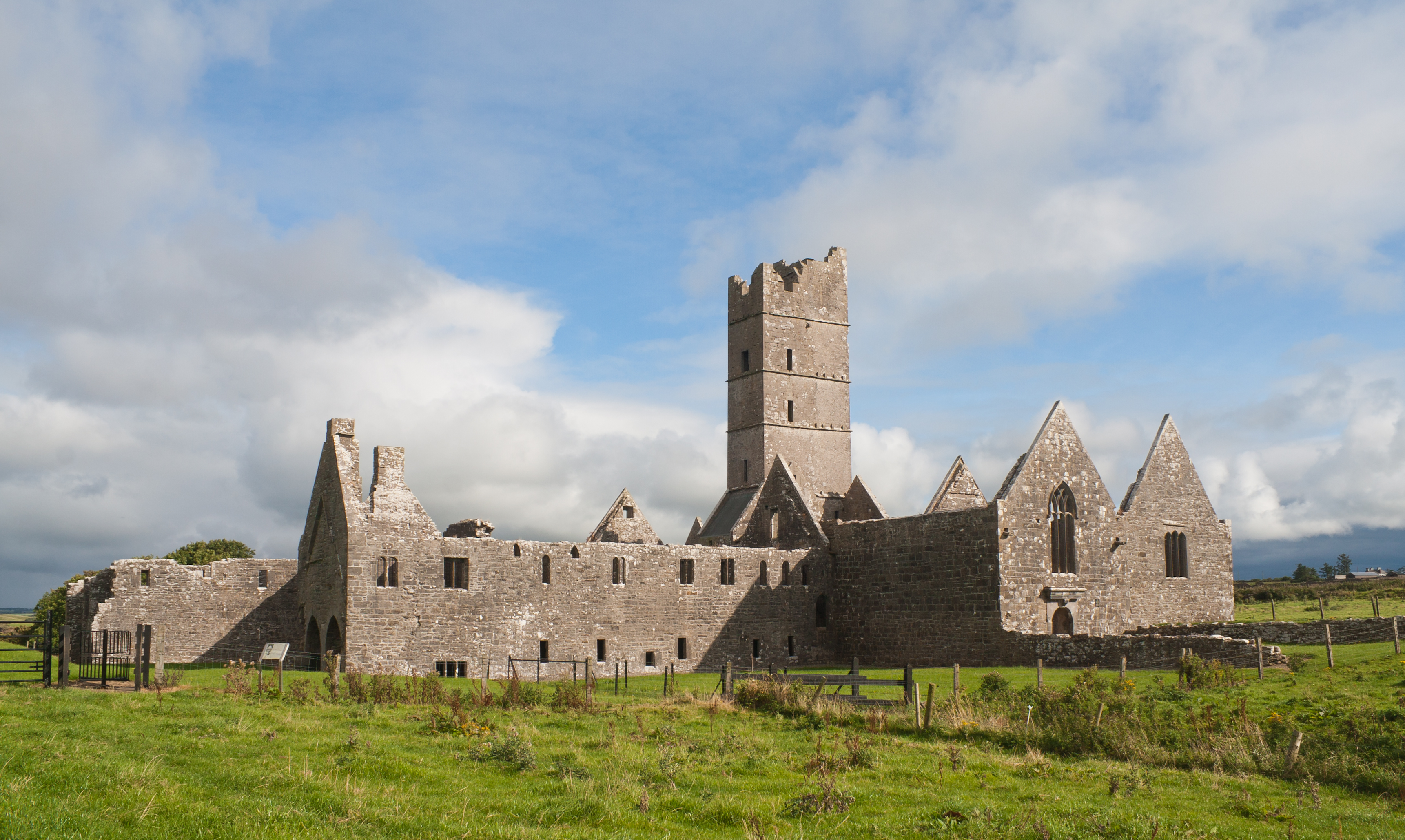
Westansicht des Klosters

Das Kloster Moyne (irisch Mainistir na Maighne, lateinisch Conventus de Moighean oder Conventus de Moyen, englisch Moyne Friary) wurde um 1450 während der Amtszeit Nikolaus V. durch die Familie MacWilliam Burke als ein Haus der observanten Franziskaner im Townland Moyne im County Mayo, Irland, an der Küste der Killala Bay gegründet, nur wenige Kilometer südöstlich von Killala in der gleichnamigen Diözese. Es handelt sich dabei um die erste Gründung der observanten Franziskaner in Irland, die große Bedeutung erlangte als vielfach ausgewählter Ort für die Provinzialkapitel und als eines der wichtigsten Häuser zur Ausbildung junger Franziskaner. Die Franziskaner führten das Kloster nach der Reformation trotz andauernder Verfolgung fort, mussten aber hinnehmen, dass ihr Haus 1590 durch Richard Bingham (1528–1599), Lord President von Connacht, niedergebrannt und damit zwischenzeitlich zur Ruine wurde. Die Franziskaner kehrten dennoch wieder zurück, die Gemeinschaft zog im 18. Jahrhundert nach Kilmacshalgan, County Sligo, wo der letzte Franziskaner von Moyne, Thomas Burke, im Jahr 1800 verstarb. Das Kloster gehört unter der Nummer 103 zu den nationalen Monumenten Irlands.

## Geographische Lage
Moyne liegt sehr nahe an der westlichen Küste des Ästuars des River Moy. Die Landschaft ist durch glaziale Aufschüttungen geprägt, die zu Geschiebelehm verwitterten. Der Boden besteht aus grau-braunem Podsol, der aber recht gut entwässert wird. Vor der Küste liegt schützend die langgezogene, durch Sanddünen geprägte Insel Bartragh, die bei Niedrigwasser auch zu Fuß erreicht werden kann. Die immer noch über Treppen erreichbare Spitze des Turms ermöglicht einen weiten Blick in die Killala Bay, nach Osten über das gesamte Land bis hin zu der Bergkette der Ox Mountains und bis zum Gipfel des Nephin am Lough Conn im Südwesten. Ebenso war es möglich, vom Turm aus den Glockenturm der Kathedrale und den Rundturm in Killala zu sehen.
Die günstige Lage erlaubte es den Franziskanern in Moyne, weitgehend autark zu leben. Vor Ort gab es reichlich Gemüse, Fisch und Fleisch. Hülsenfrüchte ließen sich gut anbauen. An der Küste konnten reichlich Austern und andere Schalentiere geerntet werden. Die Muschelschalen wurden gebrannt und zur Herstellung eines Mörtels verwendet, der beim Bau der Klosteranlage verwendet wurde. Auf der leicht erreichbaren Insel Bartragh konnten ohne große Mühen Kaninchen gejagt werden.
Es gibt Vermutungen, dass sich am Ort der Gründung eine frühchristliche Kirche befand eines Heiligen namens Mucini oder Muckna, dessen Gedenktag der 4. März ist.
Das Kloster liegt im Townland Abbeylands, das unmittelbar zu Moyne benachbart ist. Es ist über die Küstenstraße zwischen Killala und Ballina erreichbar.

## Geschichte
Nach dem Ende des großen Schismas begann Anfang des 15. Jahrhunderts eine Reformbewegung unter den Franziskanern, die die Ordensregel strenger auslegen wollte. Sie konnte sich nicht durchsetzen, aber für einige Zeit gab es observante Gemeinschaften unter den Franziskanern und solche, die bei der tradierten Praxis blieben. Zu Beginn verbreitete sich die Bewegung in Italien, Frankreich und Spanien. In Irland entwickelte sich die Observanzbewegung insbesondere in den Diözesen Achonry, Elphin und Killala und Elphin im nördlichen Connacht. Vorreiter waren insbesondere die augustinischen Brüder mit der 1423 erfolgten Gründung von Banada. Sie sollte sich primär auf den irisch geprägten Regionen verbreiten, die englisch geprägten Häuser im Osten Irlands gehörten wie beispielsweise Castledermot bis zum Schluss zu den Konventualen.
Die Gründung von Moyne ist die erste für die observanten Franziskaner in Irland. Sie erfolgte während der Amtszeit von Nikolaus V. (1447–1455). Es gab eine verloren gegangene päpstliche Bulle, von der nur noch eine Zusammenfassung erhalten ist, die 1450 die Gründung eines Hauses oder mehrerer Häuser der observanten Franziskaner in den Diözesen Achonry, Elphin und/oder Killala genehmigt. Canice Mooney hält es für sehr sicher, dass dies die Gründung von Moyne einschloss. Da es zu dem damaligen Zeitpunkt noch keine Strukturen der observanten Franziskaner in Irland gab, sollte Moyne zwar die Observanz praktizieren, jedoch dem konventualen Provinzial in Irland unterstehen. Die irischen Franziskaner schickten den observanten Nehemias O’Donohue zum 1458 stattfindenden Generalkapitel in Rom. Um die beiden Bewegungen in dem Orden zu integrieren, gab es inzwischen neue Strukturen mit einem Generalvikar der Observanten als Stellvertreter des Generalministers an ihrer Spitze und den entsprechenden ihm untergeordneten Vikarprovinzialen. Nehemias O’Donohue wurde in Rom zum Vikarprovinzial Irlands ernannt, kehrte aber erst 1460 zurück, um mehr von den Erfahrungen der observanten Franziskanern in Frankreich zu lernen. In der Zwischenzeit erhielt Moyne ebenfalls Nachricht von den neuen Strukturen und wählte Malachy O'Clubhain zum Vikarprovinzial. Das Problem der doppelten Besetzung wurde im August 1460 durch Pius II. behoben, indem Nehemias O’Donohue als Vikarprovinzial bestätigt wurde. Dabei erhielt er auch die Befugnis, bis zu vier Häuser zu den Observanten zu konvertieren, wenn die jeweiligen Brüder mehrheitlich dafür abstimmen. Neben Moyne gehörten binnen eines Jahres Youghal, Timoleague und Multyfarnham dazu.
Etwas widersprüchliche Angaben gibt es zum Gründer bzw. zur gründenden Familie. Nehemias O’Donohue wird von Sir James Ware als Gründer mit dem Gründungsjahr 1460 genannt. Mícheál Ó Cléirigh, einer der vier Autoren der Annalen der vier Meister, nannte in seiner Liste der franziskanischen Gründungen in Irland die Familie MacWilliam Burke als Gründer zusammen mit dem Hinweis, dass die Initiative dazu von Nehemias O’Donohue ausging. Das nimmt offenbar Bezug auf das Jahr, in dem Nehemias O’Donohue die päpstliche Genehmigung erhielt, bis zu vier Häuser zu konvertieren, berücksichtigt jedoch nicht, dass Moyne bereits gegründet wurde, bevor O’Donohue nach Rom ging. Ebenfalls genannt wird die Familie Baret oder Barry als Gründer bzw. als Besitzer des zum Kloster gehörenden Lands. Dies geht nach Ansicht von Gwynn und Hadcock jedoch vermutlich auf eine Verwechslung von Moyne mit Boghmoynen zurück, einem Haus der Tertiare in der gleichen Diözese, das von der Familie Barrett gegründet wurde. Die Annalen der vier Meister nennen die im Norden Mayos herrschende Familie der Mac William Burke als Gründer. Der Archivist John Lodge nennt Thomas Óg Mac William Burke, der von 1458 bis 1460 der Familie vorstand, als Gründer im Jahr 1460. Hubert Thomas Knox nennt ebenfalls Thomas Óg, jedoch mit 1458 als Gründungsjahr. Dies passt jedoch nicht mit der Gründungszeit um 1450 zusammen. Zu dieser Zeit stand sein älterer Bruder Edmund na Féasóige der Familie vor. Auch wenn die genauen Gründungsumstände sich nicht klären lassen, besteht an der Gründung durch diese Familie kein Zweifel.
Die Klosterkirche wurde 1462 geweiht. In den Jahren 1464, 1478, 1498, 1504, 1512, 1541 und 1550 fanden die Provinzialkapitel in Moyne statt. Das Kloster hatte zu dieser Zeit um die 50 Brüder und diente der Ausbildung der Novizen im Westen Irlands.
Nach der Reformation wurde das Haus zunächst weitergeführt. 1574 wurde Moyne als Haus gelistet, das noch den „Rebellen“ gehöre und noch nicht der Krone übergeben sei. Obwohl Elisabeth I. die religiöse Verfolgung nicht intensivierte, kam es dennoch durch die Desmond-Rebellionen zu einer Verschärfung, bei der insbesondere die Franziskaner und ihre Klöster zum Ziel wurden, da sie als Rückhalt der Bevölkerung angesehen wurden, der erst den breiten Widerstand ermöglichte. Aus dieser Zeit der Verfolgung wurden zahlreiche Franziskaner zu Märtyrern, deren Schicksale später von dem Vikar-Provinzial Francis O’Mahoney und dem Provinzial Donagh Mooney in Löwen Anfang des 17. Jahrhunderts aufgezeichnet wurden.
Zwei dieser überlieferten Vorfälle stehen in Verbindung mit Moyne. Um 1579 wurden mehrere Franziskaner von englischen Soldaten verhaftet. Dabei wurde der Versuch unternommen, einen der Brüder zu einem Geständnis zu zwingen, dass er in einer Verschwörung gegen die englische Krone beteiligt sei. Obwohl der Franziskaner mit dem Tode bedroht wurde, gestand er nicht. Als er gehängt werden sollte, bat er darum, dass der Moyner Franziskaner John O’Dowd ihm noch einmal die Beichte abnimmt. Die Soldaten ließen das zu, hängten ihn, versuchten dann vergeblich, John O’Dowd zum Verrat des Beichtgeheimnisses zu zwingen, und töteten ihn ebenfalls. In einer anderen von Francis O’Mahoney und Donagh Mooney überlieferten Episode präparierten die Franziskaner ein Boot, als sich englische Truppen näherten. Auf Anregung des sich damals in Moyne aufhaltenden Provinzials Eoghan Ó Dubhthaigh kam man dabei überein, dass der greise Laienbruder Felim O’Hara zurückbleibt, damit er mit seinem sanften Auftreten Schlimmeres verhüten möge. Den Franziskanern gelang erfolgreich die Flucht mit dem Boot. Als sie jedoch am 1. Mai 1582 zurückkehrten, fanden sie Felim O’Hara ermordet vor dem Hochaltar. Donagh Mooney berichtet darüber, dass er im Juni 1616 noch einige der Soldaten traf, die an dem Mord von O’Hara beteiligt waren. Sie hätten die Darstellung bestätigt und um Vergebung gebeten.
Ende des 16. Jahrhunderts war Connacht im Zentrum einer Auseinandersetzung zwischen den „neuen Engländern“, die frisch nach Irland kamen, um die englische Herrschaft durchzusetzen, und den „alten Engländern“, zu denen auch die Zweige der de Burghs zählten, die Connacht bis dahin beherrschten. Zu den neuen gehörte Sir Richard Bingham, der mit einer Geldzahlung von £ 1.500 sich das Amt des Lord President von Connacht zusicherte. Formal setzte er die Interessen Englands durch, aber er gehörte zweifellos zu denjenigen, denen es dabei auch um den Gewinn neuer Ländereien und Abgaben ging. Dabei kam er auch in Konflikt mit dem Zweig der MacWilliams de Burgh, die den Norden Mayos und damit auch die Region um Rathfran beherrschten. Im Rahmen dieser Auseinandersetzung gab es 1590 einen Feldzug Binghams, der ihn in den Norden Mayos führte, wo er die zur Diözese Killala gehörenden Klöster Moyne, Rosserk und Rathfran niederbrannte.
Die Ruine fiel 1595 an Edmund Barrett. Als der Provinzial Donagh Mooney im Juni 1616 Moyne besuchte, war das Kloster im Besitz einer englischen Witwe, die die sechs verbleibenden Franziskaner jedoch die Kirche und einige Klosterzellen überließ. Die Unkosten bestritt D. Thomas de Burgo. 1618 zogen die Brüder in ein Haus in der Nähe des Klosters um.
Das Provinzialkapitel in Ross im August 1687 reduzierte die Zahl der Noviziate in Connacht auf vier. Neben Moyne verblieben die Noviziate in Kilconnell, Kinalehin und Elphin. Ein Bericht aus dem Jahr 1741 deutet an, dass die Gemeinschaft nach Kilmacshalgan im County Sligo umgezogen war und dort eine Schule eingerichtet worden ist. 1744 gehörten noch vier Brüder zu der Gemeinschaft. 1771 werden in der Diözese nur noch zwei Franziskaner gezählt. Thomas Burke war der letzte Guardian, der sich noch in der Nähe des Klosters aufhielt. Er starb um 1800. Es gab noch weitere Franziskaner, die den Titel des Guardians von Moyne trugen, aber dies war nicht mehr real mit dem Kloster in Moyne verbunden.

## Architektur

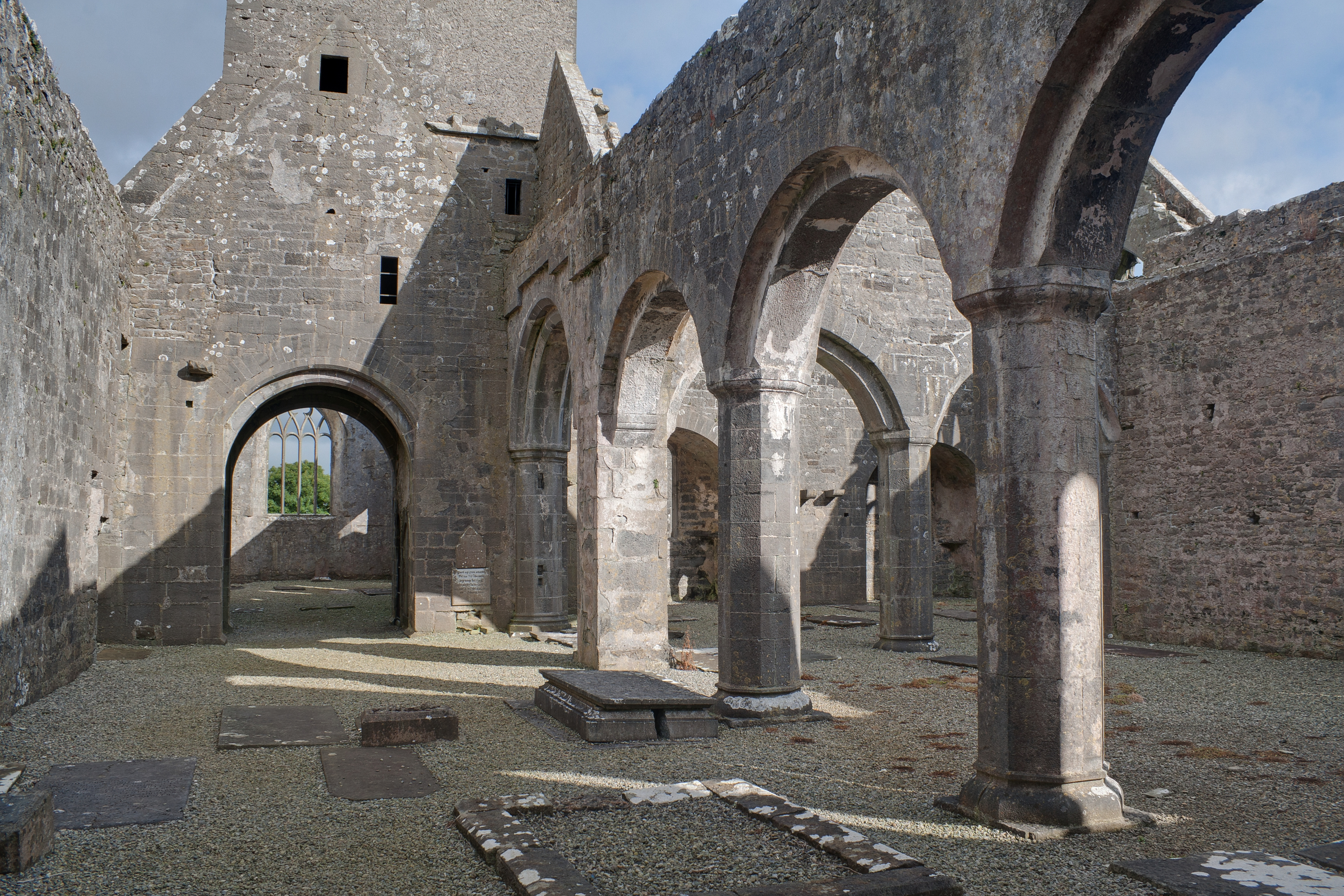
Blick aus dem Kirchenschiff in das Südschiff und das dahinterliegende südliche Querschiff

Grundsätzlich war die Klosterkirche in Moyne und die zugehörige Anlage von einer Einfachheit geprägt, die der Ausrichtung der Observantenbewegung entgegenkam. In dieser Hinsicht ist Moyne vergleichbar mit Adare, Muckross und Ross Errilly. Im Kontrast dazu stehen franziskanischen Häuser wie etwa Ennis oder Quin, die in dieser Zeit mit einem sehr hohen Standard erneuert und ausgebaut wurden, der den Einfluss der durch die Zisterzienserabtei Holy Cross initiierten Holy Cross School erkennen ließ.
Das Kloster wurde ab der Gründung in mehreren Bauabschnitten errichtet und bis in das 17. Jahrhundert hinein mehrfach verändert. Genaue Datierungen sind schwierig, aber der Turm zwischen dem Langhaus und dem Chor, die Arkaden rund um den Klostergarten, das mit einem eigenen Giebel versehene Südschiff und die sich südlich an den Chor anschließende Seitenkapelle sind erst später hinzugekommen. Der klassizistische Westeingang des Langhauses und die Erweiterung des Turms zum Wohnturm mit Treppenhaus erfolgten im 17. Jahrhundert.
Der Turm zwischen Langhaus und Chur ist wie bei vielen Kirchen auf den britischen Inseln kein Vierungsturm, sondern das nur südlich angefügte Querhaus ist westlich des Turms an das Langhaus angefügt. Westlich des Querhauses ist das Langhaus um ein breiteres Südseitenschiff erweitert, das mit einem Paralleldach gedeckt war, wie sich noch am doppelten Westgiebel erkennen lässt. Derartige Hallenschiffe aus zwei oder drei parallelen holzgedeckten Schiffen unter parallelen Dächern sind auf dem Festland für Flandern typisch und in Südengland zu Hunderten verbreitet.
Das Südschiff von Moyne ist nach Norden durch eine Arkaden von drei Bögen mit dem Hauptschiff verbunden, nach Osten durch eine Arkaden von zwei Bögen mit dem Querschiff. Die inneren Pfeiler sind oktogonal ausgeführt mit Ausnahme des Pfeilers, das Lang-, Quer- und Südschiff miteinander verbindet. Das Querschiff wird auf der Ostseite durch eine Zelle in zwei Altarbereiche mit jeweils eigener Piscina getrennt. Die sehr enge Zelle diente als Wohnort für einen Eremiten, der sich besonders strengen Regeln unterwarf. Die Unterstützung eines solchen Eremiten ermöglichte den Gewinn eines Ablass.
Der nördlich der Kirche liegende Klostergarten hat vier umlaufende Arkaden, davon war die sich an das Kirchenschiff anlehnende Südseite einfach überdacht, die anderen drei sind in die jeweiligen Nebengebäude integriert und mit einem Tonnengewölbe versehen. Harold G. Leask und Roger Stalley sehen die Ähnlichkeit der Arkaden mit denen von Ross Errilly, so dass sie mindestens auf das Ende des 15. Jahrhunderts, möglicherweise auch später geschätzt werden. Die Ähnlichkeiten sind so groß, dass davon ausgegangen wird, dass dies Arbeiten der gleichen Steinmetze sind. Roger Stalley sieht hier auch genügend Ähnlichkeiten zu den Arkaden in Creevelea:
Östlich des Klostergartens schlossen sich die Sakristei und der Kapitelsaal an. An der Nordost-Ecke ist ein Gang zu einem moderneren Haus, das sich auf der Ostseite der Kirche anschließt. An der gleichen Ecke ist auch das Refektorium erreichbar. Für die Tischlesung gab es eine Nische für den Vorlesenden im nördlichsten Fenster der Ostwand. Dazu benachbart war die Küche auf der Nordseite des Klostergartens.
Während bei den Zisterziensern der Westflügel den Laienbrüdern als Unterkunft diente, wurde dieser bei den Mendikanten als Bereich strukturiert, der der Verbindung mit der Außenwelt diente. Über den hier gelegenen Haupteingang konnten Besucher empfangen und in den Räumlichkeiten im ersten Stock untergebracht werden. Diese waren besser ausgestattet als das Dormitorium des östlichen Flügels und oberhalb des Refektoriums.